# Marilyn Manson (banda)
Este artigo é sobre uma banda. Se procura pela pessoa, veja Marilyn Manson
Marilyn Manson é uma banda estadunidense de rock formada em 1989, em Fort Lauderdale, Florida por Brian Hugh Warner, que adotou o mesmo nome artístico. Originalmente chamada de Marilyn Manson & the Spooky Kids, defensora do não-conformismo, frequentemente utilizando-se conteúdos líricos polêmicos e de imagens controversas, a banda é descrita como shock rock. É difícil categorizar a banda, uma vez que essa revela influências de muitos gêneros de rock e diferentes artistas, como David Bowie e Nine Inch Nails.
Em 1996, o nome de cada membro foi originalmente criado pela combinação do primeiro nome de um sex symbol feminino e o sobrenome de um criminoso icônico (Marilyn Monroe e Charles Manson). Os membros da banda se vestem com roupas e maquiagens estranhas e se comprometem a chocar intencionalmente, tanto no palco quanto fora dele. No passado, suas letras recebiam críticas frequentes por seus sentimentos anti-religião e referências ao sexo, a violência e as drogas. As performances da banda eram constantemente chamadas de ofensivas e obscenas, principalmente por religiosos e conservadores e, em várias ocasiões, protestos e petições foram feitos para banir suas apresentações.
Enquanto suas controvérsias cresciam nos anos 2000, a banda foi ganhando ainda mais popularidade. Jon Wiederhorn do MTV.com, se referiu a Marilyn Manson em 2003 como "o único artista dos dias de hoje". Marilyn Manson acumulou diversas vendas com os seus álbuns: quatro receberam certificados de multi-platina, e outros dois receberam disco ouro. A banda também tem sete de seus álbuns no Top Ten e a VH1 colocou Marilyn Manson como septuagésimo oitavo melhor artista de Hard Rock de todos os tempos. A banda vendeu, nesses anos de carreira, mais de 50 milhões de álbuns.

## História

### Origens

#### The Spooky Kids (1989–1992)
Em 1989, Brian Warner era um estudante da faculdade de Jornalismo, ganhando experiência no ramo escrevendo artigos de música para a revista de estilo de vida da Flórida, 25th Parallel a fim de conseguir o seu diploma. Foi nesse emprego que ele conheceu diversos músicos, muitos dos quais ao que seria comparado mais tarde, incluindo Trent Reznor, do Nine Inch Nails.
Ele conheceu Scott Putesky um pouco depois e, após mostrar a ele algumas das letras e poemas que tinha escrito, os dois pensaram em formar uma banda juntos. Brian, o guitarrista Putesky e o baixista Brian Tutunick gravaram sua primeira fita demo como Marilyn Manson & the Spooky Kids no final de 1989, dando a si mesmos os nomes de Marilyn Manson, Daisy Berkowitz e Olivia Newton Bundy, respectivamente. Pouco tempo depois eles se juntaram a Stephen Bier, que mais tarde seria chamado de Madonna Wayne Gacy; Bundy foi substituído por Gidget Gein, nascido como Brad Stewart. Em 1991, o baterista Fred Streithorst entrou para a banda com o nome Sara Lee Lucas.
Os nomes de palco usados por cada membro representava um conceito que era considerado central para a banda: a dicotomia do bem e do mal, e a existência de ambos, juntos, em todas as pessoas. "Marilyn Monroe tinha um lado obscuro", explicou Manson na sua autobiografia, "do mesmo modo que Charles Manson tinha um lado bom e inteligente"..
Os Spooky Kids' ganharam popularidade na área e suas performances eram feitas com visuais incomuns e chocantes. A banda costumava tomar elementos grotescos e teátricos, misturados com elementos de desenhos animados em seus shows. Eles continuaram a se apresentar e gravar fitas - encurtando o nome da banda para Marilyn Manson apenas, em 1992 - até o verão de 1993, quando ganharam a atenção de Trent Reznor - que na época abriu sua própria gravadora, a Nothing Records.

### Portrait of an American Family (1993–1995)
Reznor ofereceu a Marilyn Manson um contrato com sua nova gravadora e a oportunidade de se apresentar com o Nine Inch Nails em sua turnê. A banda aceitou a oferta e as gravações para o seu primeiro álbum, Portrait of an American Family (que ainda não tinha esse título, oficialmente), começou em Julho de 1993. Mesmo com o produtor Roli Mosimann, o álbum não foi bem divulgado e a dinâmica representativa de Marilyn Manson foi pobremente mostrada. "Eu pensei 'isso é uma porcaria', Manson explicou, "então eu mostrei o disco para Trent e ele pensou o mesmo". Ao mesmo tempo, a banda estava tendo dificuldades com Gidget Gein, que começou a perder o controle no seu consumo de heroína.
Em outubro de 1993, Reznor concordou em refazer a produção no álbum de Marilyn Manson. Gein, que tinha sido hospitalizado após uma overdose, não foi convidado. Após sete semanas de regravações, o álbum - agora chamado oficialmente de Portrait of an American Family - estava pronto para ser lançado na Interscope Records. Mesmo que o primeiro single "Get Your Gunn" tenha sido lançado nas rádios, Gein recebeu uma carta dizendo que seus serviços não eram mais necessários pela banda após ele ter uma quarta overdose por heroína. Ele então foi substituído por Jeordie White, conhecido pelo nome Twiggy Ramirez. Em dezembro de 1993, a banda tocou com Jack Off Jill, sendo esse o primeiro show de Twiggy como baixista. Enquanto se apresentavam no Club 5 em Jacksonville, Florida, Manson foi acusado pela Coligação Cristã da cidade de violar os termos de entretenimento adulto. A vocalista de Jack Off Jill foi acusada de solicitação e oferta para participar de atos libidinosos. Os dois cantores foram presos por "delitos leves".
Em março de 1995, a banda começou sua primeira turnê nacional, sendo essa a última turnê de Sara Lee Lucas. A tensão entre Manson e Lucas cresceu e, antes do último show, Manson decidiu secretamente terminar a apresentação colocando fogo na bateria de Lucas enquanto eles cantavam "Lunchbox" - com o baterista ainda tocando. Lucas deixou a banda e foi substituído por Kenneth Wilson, mais conhecido como Ginger Fish.

#### Smells Like Children (1995-1996)

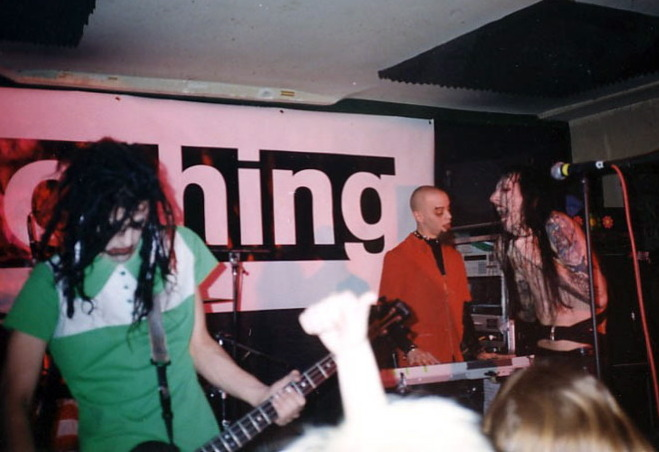
A banda ao vivo na Nothing Records(Nights of Nothing 1996).

Após a finalização da tour, no verão de 1995, a banda voltou à gravadora para trabalhar no terceiro single de Portrait of an American Family, "Dope Hat". Acompanhado por um videoclipe, o projeto se desenvolveu, eventualmente, em um EP, chamado Smells Like Children. O álbum tem quinze faixas de covers, remix e sons bizarros, incluindo a versão da banda de Sweet Dreams] (Are Made of This), que foi, provavelmente, o primeiro hit legítimo de Marilyn Manson. Foi também nesse tempo que a banda começou a experimentar maquiagens góticas e mais visuais bizarros.
A turnê de sete meses que veio depois durou enquanto a banda trabalhava em seu novo material, como "Irresponsible Hate Anthem", "Minute of Decay" e "Tourniquet". Rumores de um novo álbum circularam durante esse período e foram confirmados quando Marilyn Manson voltou ao estúdio de gravação no começo de 1996 para apresentar o que Manson chamou de "um ritual de música designado a trazer o Apocalipse".

### Antichrist Superstar (1996–1997)

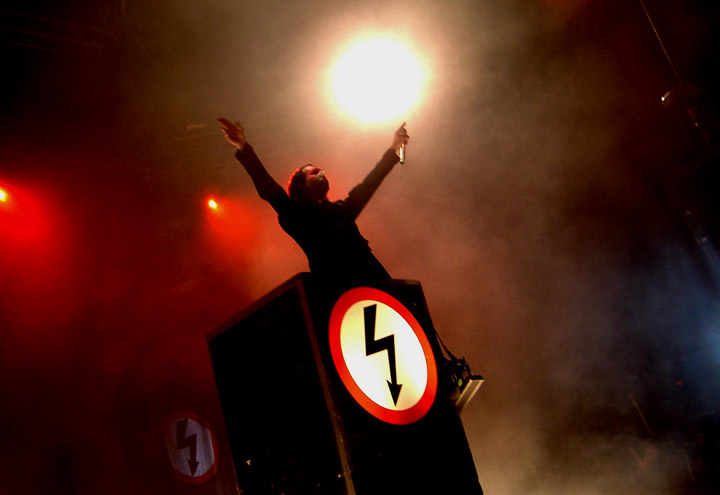
Marilyn Manson encenando a música Antichrist Superstar em cima do clássico palanque (2007).

O segundo álbum de Marilyn Manson, Antichrist Superstar, foi lançado em 8 de outubro de 1996. O álbum foi gravado pela Nothing Studios com o próprio Trent Reznor como produtor executivo. O processo de fazer o álbum foi bastante longo e cansativo, envolvendo experiências de privação de sono e uso de drogas quase constante, para criar o ambiente adequado para o conteúdo temperamental e ocasionalmente violento do álbum. Durante essa época, o antagonismo entre os membros era alto, o que causou a saída do guitarrista de co-fundador da banda, Daisy Berkowitz. Com Berkowitz fora da banda, Twiggy Ramirez assumiu a guitarra principal pra a maioria das músicas do Antichrist Superstar e a banda precisou encontrar um novo guitarrista para a turnê que estava para começar; Timothy Linton entrou depois de ter passado na audição e, quebrando com a tradição de seis anos de nomes de sex-symbols/serial killers, o novo membro foi chamado de Zim Zum - um nome derivado do Kabbalah, uma das maiores fontes de inspiração para o álbum.
O primeiro single do álbum, "The Beautiful People", fez um grande impacto nos gráficos de música alternativa, e criou uma antecipação suficiente para Antichrist Superstar, que ficou em terceiro lugar nas paradas. O vocalista da banda apareceu na capa da revista Rolling Stone, que também premiou a banda como Artista Revelação em 1996. Um semestre depois, "Dead to the World Tour" foi a turnê mais longa e mais vasta que o grupo já tivera até a época. Enquanto isso, nos Estados Unidos, a banda recebia mais atenção do que nunca antes, e nem toda ela de uma forma positiva.
Em 10 de novembro de 1997, a banda lançou um EP chamado "Remix & Repent", com uma nova versão de "The Beautiful People", "Tourniquet", "Antichrist Superstar" e "Man that You Fear". Duas músicas que não foram postas no álbum Antichrist  Superstar contribuíram para duas trilhas sonoras: "Apple of Sodom" para o filme Lost Highway e "The Suck for Your Solution" para a cinebiografia "Private Parts" de Howard Stern. Enquanto o ano estava acabando, Manson anunciou a publicação de seu primeiro livro, a autobiografia "The Long Hard Road Out of Hell", que foi lançada em fevereiro de 1998, junto com outro documentário da turnê mundial, um vídeo caseiro chamado "Dead to the World".

### Mechanical Animals (1998–1999)

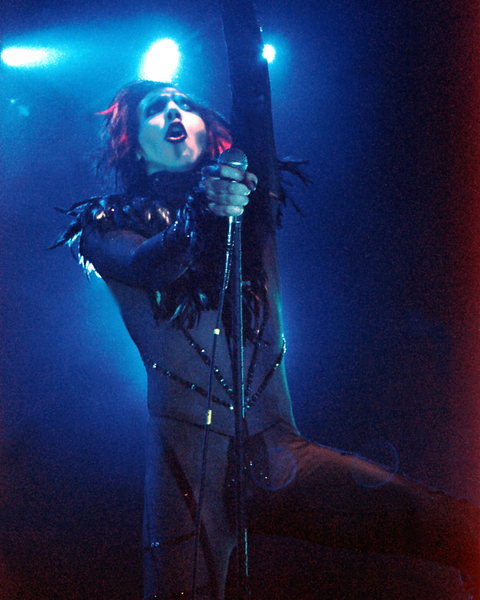
Em 1999 e a mudança radical no visual.

Em 15 de Setembro de 1998, Marilyn Manson lançou Mechanical Animals, um álbum com fortes influências de David Bowie. A promoção ao álbum pela gravadora Interscope foi massivo, incluindo um letreiro gigante de Manson como um extra-terrestre andrógino na Times Square, e repetidas aparições na MTV e outro canais para promover o disco e o single "The Dope Show"; impulsionado pelo sucesso de Antichrist Superstar e por esse empurrão da imprensa, o álbum ficou em primeiro lugar no gráfico da Billboard 200. A banda se deu uma nova imagem para esse álbum; deixando de lado o jeito sombrio do Antichrist Superstar e indo para uma morbidade oculta.
Marilyn Manson era, agora, uma banda de glam rock. Nessa época, a banda voltou para Los Angeles permanentemente e Zim Zum foi substituído pelo guitarrista John Lowery, que se juntou a banda como John 5. Após uma breve tour promocional, a banda começou a "Beautiful Monsters Tour", com Hole e Monster Magnet. A turnê, no entanto, seria problemática: no dia 1 de Março de 1999, as três bandas fizeram sua primeira apresentação em Spokane, Washington; em 14 de maio, Hole deixou a turnê e Manson, que tinha quebrado o tornozelo, foi forçado a adiar algumas performances. A turnê foi então renomeada para "Rock is Dead Tour" e tanto Jack Off Jill quanto Nashville Pussy foram chamadas para fazerem a abertura dos shows.

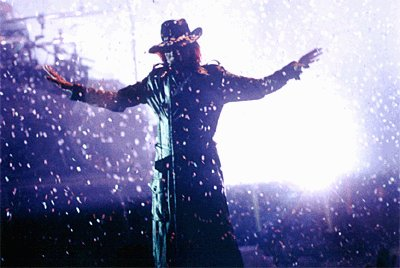
Manson performando The Speed Of Pain(1998).

#### Massacre de Columbine
Menos de três semanas após o fim da turnê, dois estudantes (Eric Harris e Dylan Klebold) da Columbine High School em Littleton, Colorado, mataram treze pessoas, e então cometeram suicídio. Logo foi declarado que eles eram fãs de música e videogames "violentos". A atenção então se voltou para Manson. Mais tarde foi confirmado que Harris e Klebold não eram fãs da banda, mas mesmo assim o vocalista ainda estava levando toda a atenção negativa e culpa pelo ocorrido, sendo cada vez mais atacado pela mídia.
Em 28 de abril, em respeito as vítimas, Marilyn Manson cancelou as datas remanescentes da "Rock Is Dead tour", e não apareceria em Denver até o Ozzfest de 2001. A música "The Nobodies" de Manson foi diretamente inspirada pelo tiroteio.

### Holy Wood (2000–2002)
O resto de 1999 e grande parte de 2000 foi um período de relativo silêncio vindo da parte de Marilyn Manson. A banda passou mais de um ano escrevendo silenciosamente e gravando num estúdio em Death Valley. Em 13 de novembro de 2000, Holy Wood (In the Shadow of the Valley of Death) foi lançado. Voltando ao obscuro e abrasivo som de Antichrist Superstar, grande parte do álbum foi escrito em resposta ao Massacre de Columbine. Em 2020, a revista Metal Hammer o elegeu como um dos 20 melhores álbuns de metal de 2000.
Descrito pela banda como a terceira parte da trilogia que começou com Antichrist Superstar e continuou com Mechanical Animals, o seu tema principal é a exploração do relacionamento entre a morte e a fama na cultura americana; e suas letras fazem bastante referência à John F. Kennedy e Lee Harvey Oswald, John Lennon e Mark Chapman, e até Abraham Lincoln e John Wilkes Booth. A turnê internacional "Guns, God and Government" foi baseada na fascinação da América por violência e o logo da turnê - um rifle e armas de mão colocadas de maneira a parecer uma cruz cristã - foi algo que Manson não fez questão de esconder, o que ele via como fonte dessa fascinação.
A banda também revelou que, com o conceito massivo da trilogia do álbum de Marilyn Manson, Holy Wood serve como precedente para Mechanical Animals e Antichrist Superstar, apesar de os dois terem sido lançados primeiro. Cada um dos três álbuns contém seu próprio enredo, distintos um dos outro, mas também conectados de uma maneira abstrata em uma quarta trama abrangente que engloba a todos.

### The Golden Age of Grotesque (2003–2005)

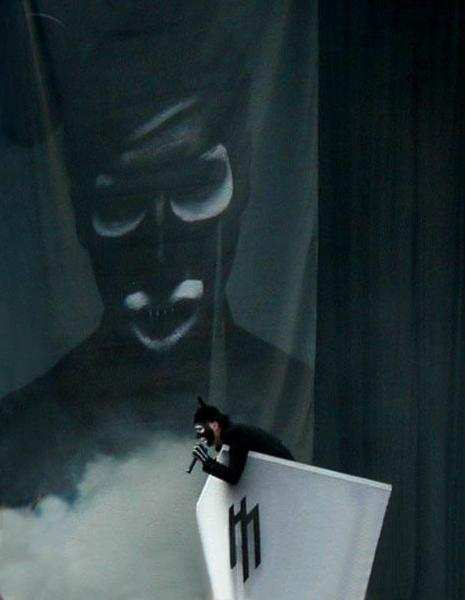
Manson ao vivo no Rock Am Ring durante a Grotesk Burlesk Tour (2003).

Com o "tríplice" dos três álbuns anteriores completos, Marilyn Manson estava livre para começar um novo projeto. Em 2002, Jonathan Davis de Korn, convidou Marilyn Manson para gravar vocais para a faixa que ele tinha tinha escrito, "Redeemer". A música, produzida por Jon e Richard Gibbs, foi lançada na trilha sonora de "Queen of the Damned". Após encontrar inspiração do Swing decadente dos anos 1920, a banda gravou "The Golden Age of Grotesque" e o álbum foi lançado em 13 de maio de 2003.
Evitando a profundidade das letras, o volume de simbolismos e os significados ocultos de Holy Wood, o novo álbum foi relativamente franco; numa metáfora estendida, Manson compara sua música, muitas vezes criticada, ao Kunst banido pelo regime Nazista. O novo membro Tim Skold, substituindo Twiggy Ramirez, adicionou uma nova dimensão para o som da banda; ele trouxe consigo uma batida heavy industrial. The Golden Age of Grotesque trouxe mais uma vez a originalidade por qual a banda Marilyn Manson se tornou conhecida. A banda estreou em primeiro lugar nas paradas de sucesso, vendendo mais de 118.000 cópias só na primeira semana de lançamento nos Estados Unidos.
A "Grotesk Burlesk Tour", que veio a seguir, trouxe bastantes elementos do Kabarett Germânico as performances da banda. A arte elaborada por Gottfried Helnwein apareceu na limpeza de palco da banda, e os membros começaram a aparecer tanto no palco e fora dele, em ternos de grife e com estrelas da moda. John 5 foi substituído por Mark Chausee durante a turnê Against All Gods.
Até o final da turnê o guitarrista John 5 deixaria a banda. Houve especulações quanto à sua demissão, porém o mesmo afirma ter saído por livre e espontânea vontade. Mesmo assim Manson comentaria mais tarde que demitiu John por considerá-lo um cara "legal demais" para tocar em sua banda.

### Eat Me, Drink Me (2006–2008)

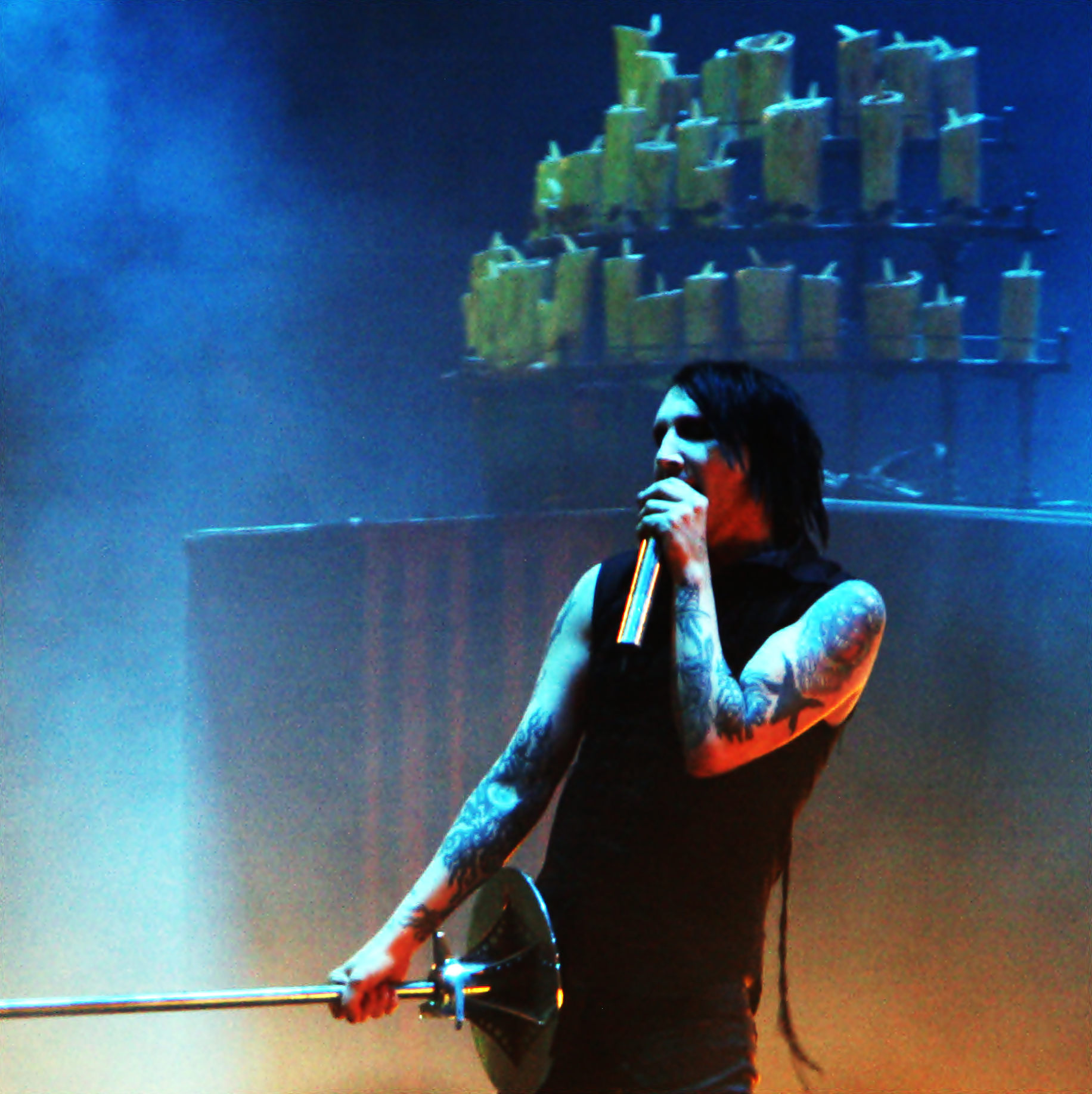
Durante a era Eat Me, Drink Me a banda adotou um visual gótico, perceptível inclusive nas letras e performances ao vivo que evocavam morbidez e tristeza.

No começo de janeiro de 2006, o site oficial de Marilyn Manson foi atualizado várias vezes, adicionando um novo trabalho de arte e música, e fazendo referências obtusas à The Celebritarian Corporation, um movimento artístico liderado pelo vocalista. A propaganda apareceu com slogans como: "vamos vender nossa sombra para aqueles que estão nela" e "não procure a morte, procure a destruição".
O sexto álbum de estúdio de Marilyn Manson, Eat Me, Drink Me, foi lançado no dia 5 de junho de 2007, estreando em oitava posição nos Estados Unidos com mais de 88.000 de cópias vendidas. Lançado mais de quatro anos após "The Golden Age of Grotesque", Eat Me, Drink Me marcou outra mudança no estilo musical pelo qual a banda ficou famosa - optando por uma direção mais introspectiva. Uma nota memorável sobre o álbum é que foi escrito inteiramente por Manson e Skold num estúdio caseiro. O álbum também é o primeiro da banda sem Madonna Wayne Gacy (Pogo), fazendo de Manson o único membro original desde Portrait of an American Family. Chris Vrenna, que substituiu Ginger Fish temporariamente durante a turnê Against All Gods, substituiu Pogo para se tornar o tecladista oficial da banda.
Por um momento, rumores circularam sobre Manson ter escrito "Mutilation Is the Most Sincere Form of Flattery" como um ataque à banda My Chemical Romance. Mais tarde, ele negou isso, afirmando que ele foi destinado a pessoas em geral que procuraram imitá-lo. Em outra entrevista, Manson afirmou: "Estou envergonhado de ser eu porque essas pessoas estão fazendo uma versão mais triste, penosa e superficial do que eu tenho feito". Em resposta a isso, Gerard Way, o vocalista de My Chemical Romance disse que nada de que Manson falasse poderia colocar a banda pra baixo.

#### A volta de Twiggy Ramirez
Em 9 de janeiro de 2008, Marilyn Manson postou um comunicado no MySpace confirmando que o baixista Twiggy Ramirez tinha se juntado a banda novamente, resultando na saída de Tim Skold. Skold e Manson começaram a escrever um novo material, aparentemente, antes da mudança pessoa. Futuras colaborações com Skold não foram descartadas.

### The High End of Low (2008–2009)

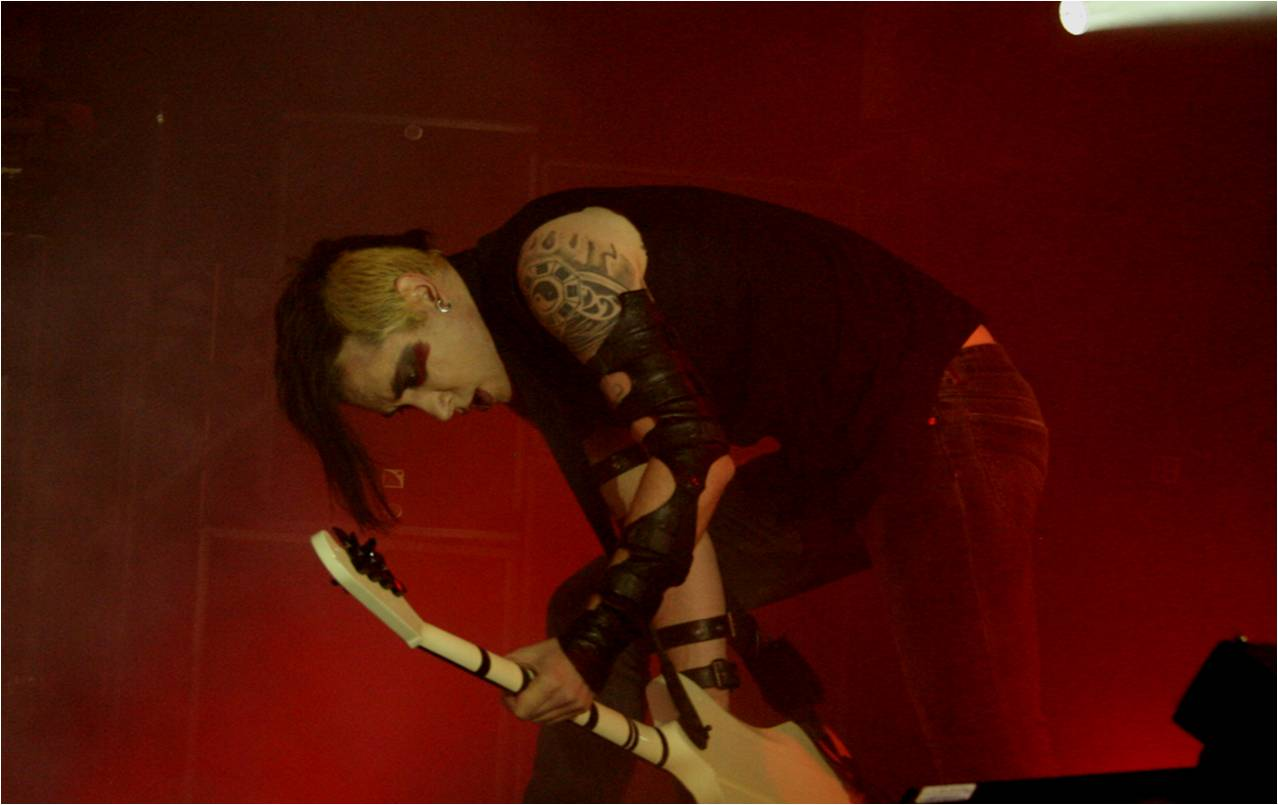
Andy Gerold, baxista ao vivo da turnê do disco The High End of Low (Quart Festival - 2009).

O sétimo álbum da banda começou a ser gravado após a conclusão da "Rape of the World Tour" em 2 de março de 2008. Manson disse: "após que o meu álbum de sucessos (Lest We Forget: the Best Of) saiu, eu tirei uma longa folga da música porque foi um período no qual eu não tinha ideia de quem eu queria ser. Eu deixei a música por um tempo, mas isso não foi um erro que eu queira repetir no futuro". Durante uma entrevista exclusiva nomeada "Everyone Will Suffer Now", Manson compartilhou, "eu sinto como se tivesse uma grande chance acontecendo agora. Vai ser única. "Eat Me, Drink Me" está abrindo a janela e isso vai ser o Furacão Katrina."
Em 18 de março de 2009, a revista Kerrang! publicou que o álbum continha um total de 15 faixas e que a última música se chamava "15". Eles também revelaram outra música chamada "We're from America". A faixa foi lançada exclusivamente no website oficial da banda como download no dia 27 de março de 2009.
O primeiro single do álbum, "Arma-Goddamn-Motherfuckin-Geddon", foi lançado nas estações de rádio no dia 21 de abril e atingiu a posição 37 no Billboard Mainstream Rock Chart. O álbum saiu em 29 de maio de 2009 e ficou em quarta posição na Billboard 200 com 49.000 cópias vendidas. Foi o álbum com menor estreia de Manson desde o disco ao vivo, The Last Tour on Earth, de 1999.
Após muitas especulações vindas dos fãs e nenhum comunicado oficial, Andy Gerold juntou-se a Marilyn Manson como baixista ao vivo, após Twiggy Ramirez tomar a direção com a guitarra principal.

### Born Villain (2010 - 2013)
O oitavo álbum de estúdio da banda começou a ser escrito durante a "The High End of Low Tour" em 2009. Lançado no dia 1 de maio de 2012 pela gravadora independente Cooking Vinyl, em parceria com o selo musical de Manson, intitulado "HELL, ETC". Em entrevistas, Manson revelou que este álbum seria em um tom mais pesado do que as obras anteriores , descrevendo o som como um estilo "Suicide Death Metal".
Em novembro de 2010, Twiggy Ramirez disse: "Nós estamos trabalhando em um novo álbum. Está quase pronto e provavelmente deve sair no próximo ano. [...]É o nosso melhor disco, eu acho. Quero dizer, todo mundo sempre diz isso, mas eu acho que esse é o nosso melhor trabalho até agora... É como uma espécie de punk rock do Mechanical Animals, sem querer pretensioso."

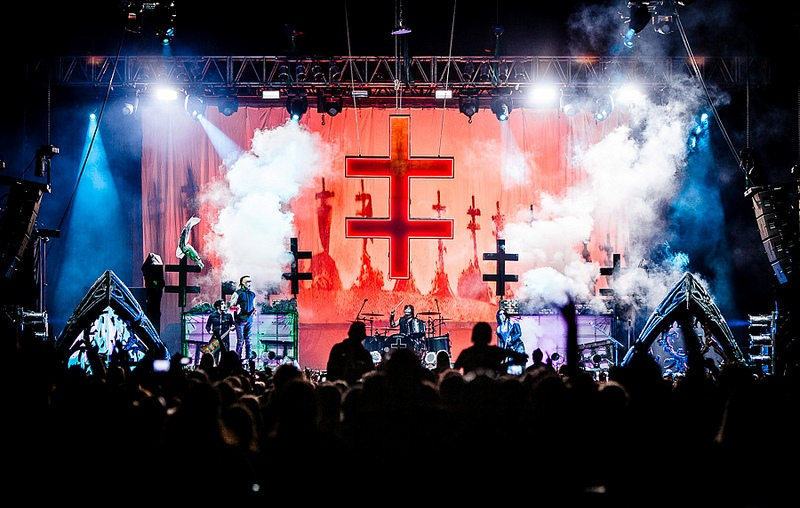
A Twins Of Evil Tour foi marcada por polêmicas e pela volta do aspecto teatral da banda em palco. Acima, ao vivo em Moscou (2012).

A perspectiva de um oitavo álbum de estúdio da banda foi confirmada pelo próprio vocalista em entrevista à Metal Hammer, em 3 de dezembro de 2009. Manson disse: "Acabamos de sair da nosso contrato com a gravadora Interscope, então acho muito criativo o modo em que minhas mãos foram amarradas em um monte de opções - videoclipes - coisas assim. E o primeiro exemplo é o mais novo vídeo, que claramente não teriam me permitido fazer. Assim nós começamos a escrever músicas novas - parecido com o álbum do David Bowie, Aladdin Sane. Acho que as pessoas podem esperar algo novo, muito mais cedo do que nós [esperamos]". Em 24 de janeiro de 2010, Manson confirmou no perfil oficial da banda no MySpace que o novo álbum estava oficialmente em "construção". Em abril de 2010, disse durante sua aparição na Revólver Golden Gods Awards que a banda havia gravado 13 músicas, um dos motivos pelo qual deixou de comparecer em uma série televisiva sobre vampiros. Manson também mencionou o álbum em uma entrevista com Full Metal Jackie, onde afirmou que estava em "meio caminho andado".
Durante uma entrevista com Eric Blair em 3 de novembro de 2010, o baixista Twiggy Ramirez indicou que o novo álbum estava "quase pronto".
Em 24 de fevereiro de 2011, Ginger Fish, baterista de longa data da banda, anunciou sua demissão do grupo, promovendo a busca de um substituto. Em 02 de setembro de 2011, o álbum foi oficialmente intitulado Born Villain, contando com a entrada de Jason Sutter, que tocará na turnê do disco.
Em 3 de novembro de 2011, foi anunciado que Chris Vrenna tinha deixado oficialmente a banda após contribuir para a produção de "Born Villain" e em fevereiro de 2012 foi iniciada a turnê "Hey Cruel World..." em suporte ao álbum.
Após ser lançado, o disco ficou entre os dez na "Billboard 200", em terceiro no "Top 100 Rock álbuns" e em número 1 em ambas listas: "Top Independent Albums" e "Hard Rock Albums".
Após muita especulação, foi anunciado em junho de 2012 que Marilyn Manson e Rob Zombie fariam um turnê juntos no final de setembro até o final de outubro nos Estados Unidos, e na Europa em dezembro e se seria nomeada de "Twins of Evil".
A Twins Of Evil foi marcada por polêmicas brigas entre Manson e Rob Zombie, já que Manson alegava que alguém estaria encurtando seu tempo e seu set-list. Após uma reclamação pública de Manson durante a execução de The Beautiful People, Zombie respondeu com uma chuva de palavrões e ofensas dirigidos à Manson. Foi especulado que a turnê seria cancelada, mas seguiram até o fim com os demais shows.

### The Pale Emperor (2014 - 2016)
Ao fim de 2013, a banda voltou para o estúdio com o propósito de gravar um novo disco. Foi anunciado então o lançamento do novo álbum, The Pale Emperor, para janeiro de 2015. O disco foi bem recebido pela crítica e estreou na oitava posição dos mais vendidos nos Estados Unidos com mais de 50 mil cópias vendidas na primeira semana de lançamento.

### Heaven Upside Down (2017–2018)
A Julho de 19 de 2016, Manson anunciou que o décimmo álbum da banda tinha estava a ser trabalhado com o título provisório de SAY10, e que seria lançado no dia de São Valentim de 2017. A data não se veio a confirmar, e a 9 de Maio o título do novo album, "Heaven Upside Down",  foi anunciado, com a sua tournée de promoção a começar  a 20 de Julho. O primeiro single do album, "We Know Where You Fucking Live", foi lançado a 11 de Setembro, e o álbum a 6 de Outubro.

### We Are Chaos (2019–2023)
Em Março de 2019, Manson anunciou que tinha quase termiado as gravações do seu próximo álbum. A 29 de Abril do ano seguinte, confirmou-se o fim das gravações para o novo album, e a 28 de Julho Manson anunciou que o primeiro single do álbum, "We Are Chaos", seria lançado no dia seguinte. Com o lançamento do single foi também anunciado o título do album ("We Are Chaos") e a sua data de lançamento - 11 de Setembro.
Em Fevereiro de 2021 a Loma Vista Recordings anunciou que não iria promover ou participar em lançamentos futuros da banda, tendo em conta as várias alegações de que o cantor da banda é acusado pela sua ex-namorada Evan Rachel Wood. Em Novembro de 2021, Tim Skold anunciou que estava a trabalhar em material novo com Marilyn Manson. Em Novembro de 2022, Manson disse que a sua carreira "está na sarjeta". Em Dezembro de 2022, a tatuadora Kat Von D disse estar a trabalhar num novo projecto com Manson.

### One Assassination Under God - Chapter 1 (2024-presente)

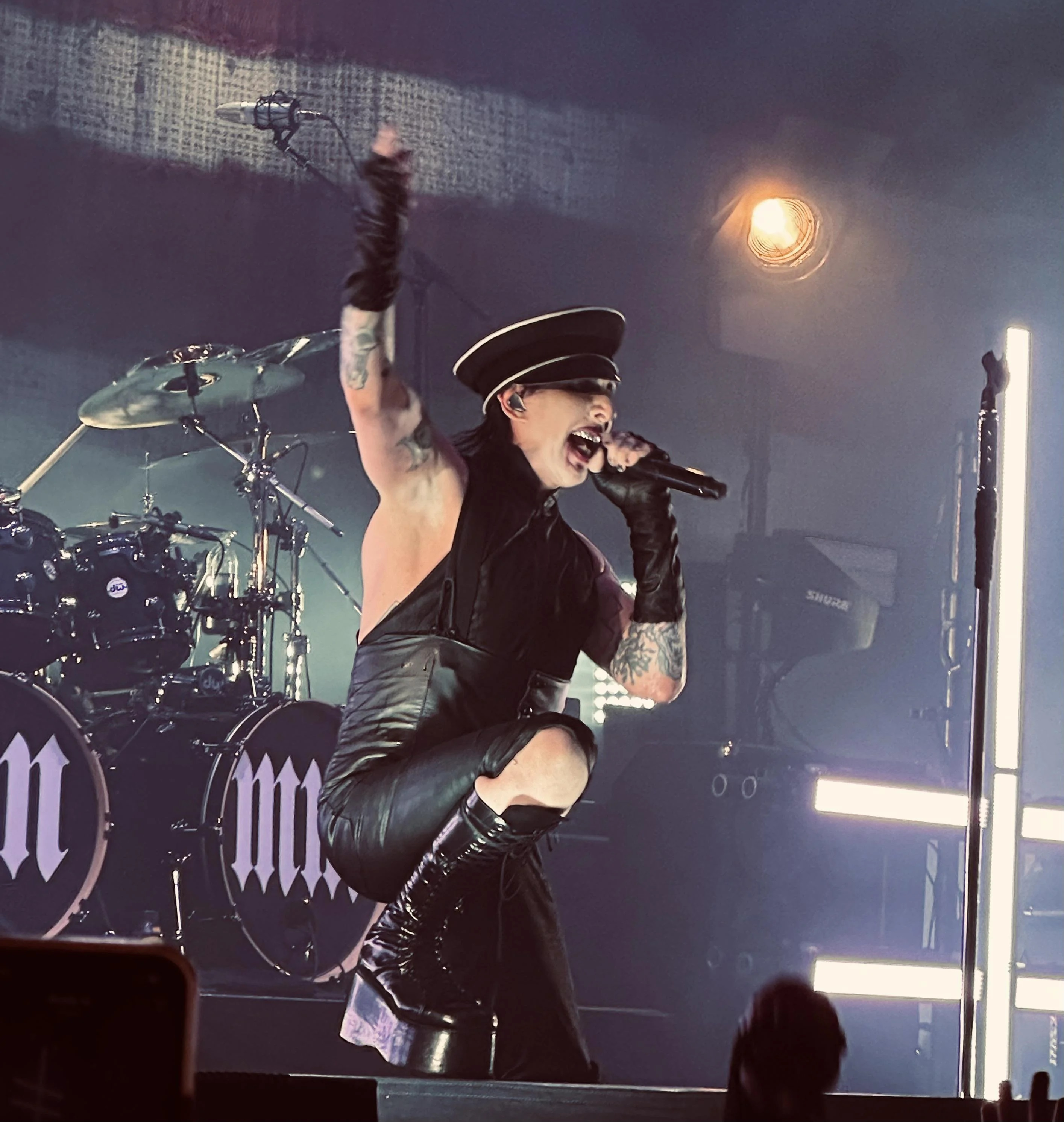
Marilyn Manson se apresentando em 2024

Em 2024 a banda anunciou uma nova turné Norte-Americana, iniciada em Agosto de 2024. No dia do início da tourné, um novo single, "As Sick As The Secrets Within", foi lançado na editora Nuclear Blast, tal como o seu vídeo, e foi também anunciada uma tourné Europeia em 2025. O segundo single desta era, "Raise The Red Flag", foi lançado com o seu vídeo a 16 de Agosto de 2024, em edição digital e também num CD limitado a 3000 unidades que esgotou em menos de doze horas. O terceiro e último single foi lançado a 27 de Setembro, ao mesmo tempo que foi anunciado o álbum e iniciaram as pré-vendas de An Assassination Under God - Chapter 1, de que estes singles fazem parte, e cuja data de lançamento foi 22 de Novembro de 2024. No dia de lançamento do album foi também divulgado um quarto vídeo, para a música que dá nome ao disco, "One Assassination Under God".

## Integrantes Atuais
Atuais:
- Marilyn Manson - Vocal/Vários outros instrumentos (1989 - presente)
- Tyler Bates[52][53] - Guitarra (2024 - presente)
- Gil Sharone - Bateria (2024 - presente)[53]
- Reba Meyers - Guitarra (2024 - presente)[53]
- Piggy D - Baixo (2024 - presente)[53]

## Discografia

### Álbuns de estúdio
- Portrait of an American Family (1994)
- Antichrist Superstar (1996)
- Mechanical Animals (1998)
- Holy Wood (In the Shadow of the Valley of Death) (2000)
- The Golden Age of Grotesque (2003)
- Eat Me, Drink Me (2007)
- The High End of Low (2009)
- Born Villain (2012)
- The Pale Emperor (2015)
- Heaven Upside Down (2017)
- We Are Chaos (2020)
- One Assassination Under God - Chapter 1 (2024)

### Compilações
- Lest We Forget: The Best of (2004)
- Lost & Found (2008)

### EPs
- Smells Like Children (1995)
- Remix and Repent (1997)

### Ao vivo
- The Last Tour On Earth (1999)